# Wieprza

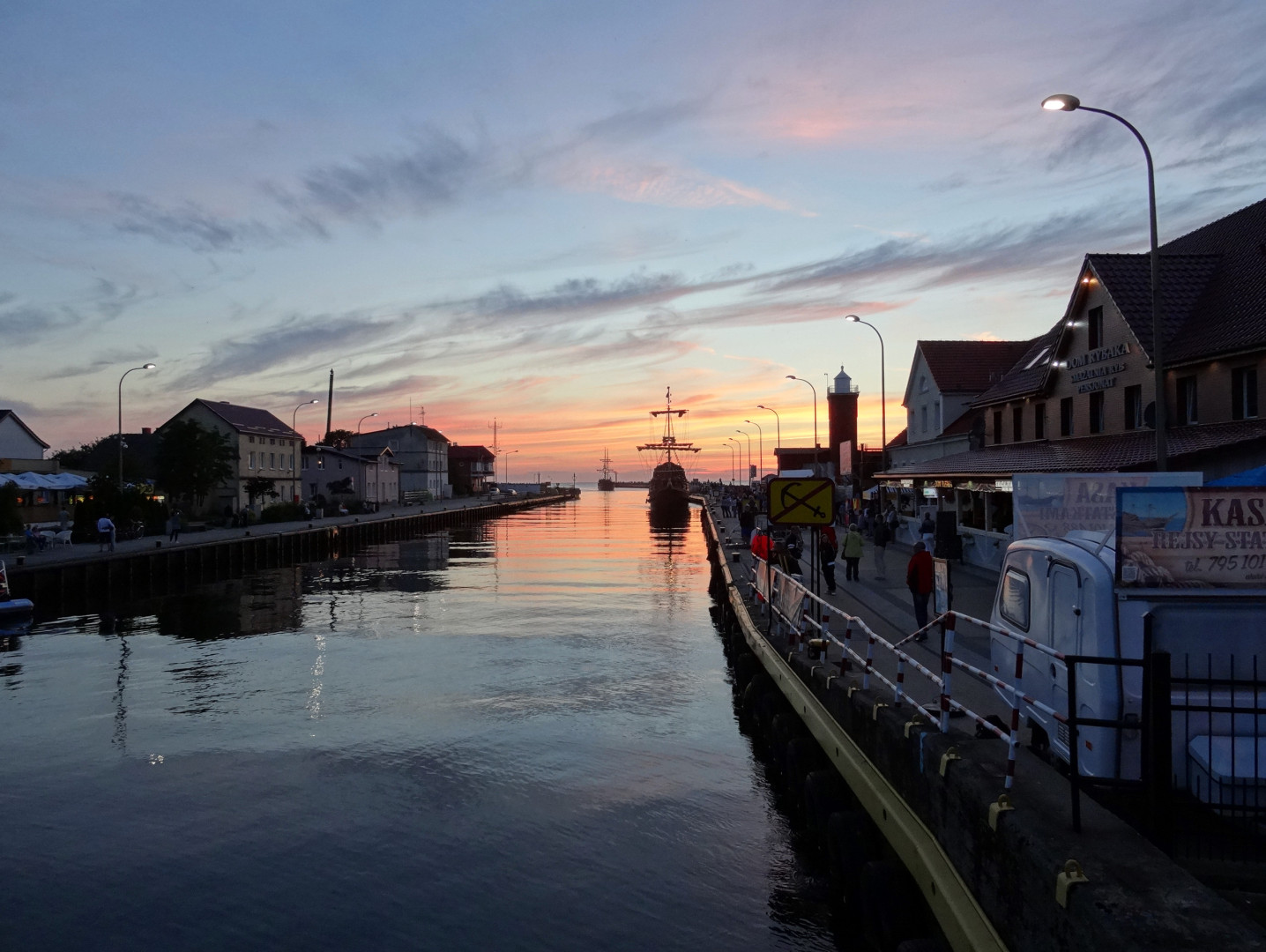
Wieprzas mynning i Darłówko.

Wieprza [ˈvʲɛpʃa], tyska: Wipper, kasjubiska: Wieprzô, är en 112 kilometer lång flod i Pommerns vojvodskap och Västpommerns vojvodskap i norra Polen. Floden har sin källa i Białesjön vid byn Głodowo nära Miastko och mynnar i Östersjön vid badorten Darłówko norr om Darłowo. På vägen passerar den de mindre städerna Kępice, Sławno och  Darłowo.